# 中国人民大学清史研究所
中国人民大学清史研究所是中国人民大学的研究所，承担清史研究、修撰《清史》等任务。主办刊物《清史研究》《新史学》。

## 历史
1972年，经中共北京市委批准，成立清史研究小组
1978年，经教育部批准，在其基础上正式成立清史研究所，直属学校。
2000年，清史研究所被确定为教育部人文社会科学重点研究基地。
2002年，清史所、历史系、哲学系、中国语言文学系联合成立人文学院。
2005年，人文学院撤销，清史所与历史系共同组建历史学院。

## 下属研究机构
- 院级研究机构

生态史研究中心
清代皇家园林研究中心
- 教育部基地子机构

满文文献研究中心
近代北京史研究中心
历史地理学研究中心
- 京外共建（教育部基地子机构）

中国清史北方研究院
中国清史南方研究院

## 主办学术刊物
- 《清史研究》
- 《新史学》
- 《清史研究国际通讯》

## 历任所长
- 罗髫渔
- 戴逸
- 罗明
- 王俊义
- 李文海
- 成崇德
- 黄兴涛
- 夏明方
- 朱浒
- 胡恒